# 新高阿里山國立公園

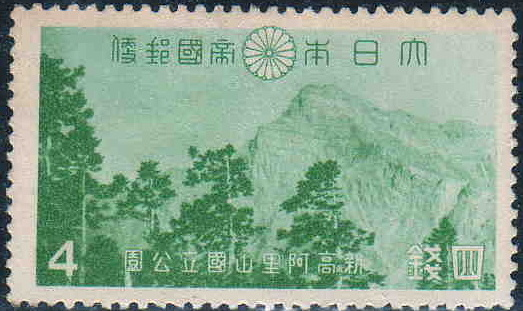
日本的新高山（玉山）邮票（1941年发行）

新高阿里山國立公園，為日治時期成立於台灣的國家公園，範圍約為今玉山國家公園和阿里山國家風景區。

## 介紹
新高阿里山國立公園橫跨臺中州、台南州、高雄州、花蓮港廳和臺東廳，其大部分皆為蕃地。此國立公園包含了新高山、阿里山、馬博拉斯山、秀姑巒山、大水窟山、三叉山、雲峰、關山，其中以檜木林、八通關古道最具特色，且包含了從熱帶到寒帶的不同林相景緻。在嘉義市與阿里山的新高登山口之間有阿里山林業鐵路。主要觀光路線如下：
- 新高登山A
  - 第一日：水裡坑—東埔溫泉，住東埔山莊
  - 第二日：東埔溫泉—八通關，住國立公園台中協會經營宿泊所
  - 第三日：八通關—頂上
- 新高登山B
  - 第一日：嘉義—阿里山，住旅舍
  - 第二日：阿里山—新高口—鹿林山，住鹿林山莊
  - 第三日：鹿林山—新高下，住新高下駐在所
  - 第四日：新高下—頂上
- 新高登山C
  - 第一日：玉里車站—蕨，住蕨駐在所
  - 第二日：蕨—大分（ターフン），住ターフン駐在所
  - 第三日：大分—南，住南駐在所
  - 第四日：南—八通關，住八通關駐在所
  - 第五日：八通關—頂上
- 八通關越嶺
  - 新高登山A路線之後，接著新高登山C路線的逆行
- 關山越嶺
  - 第一日：高雄—旗山—六龜，住旅舍
  - 第二日：六龜—寶來，住寶來駐在所
  - 第三日：寶來—復興（ビビユウ），住ビビユウ駐在所
  - 第四日：復興—梅山（マスホワル），住マスホワル駐在所
  - 第五日：梅山—中之關，住中之關駐在所
  - 第六日：中之關—向陽，住向陽駐在所
  - 第七日：向陽—霧鹿（ブルブル），住ブルブル駐在所
  - 第八日：霧鹿—新武路—關山車站

## 歷史
- 1928年：田村剛至阿里山調查
- 1931年：阿里山國立公園協會成立
- 1933年：國立公園調查會第一次會議
- 1934年：國立公園調查會第二次會議

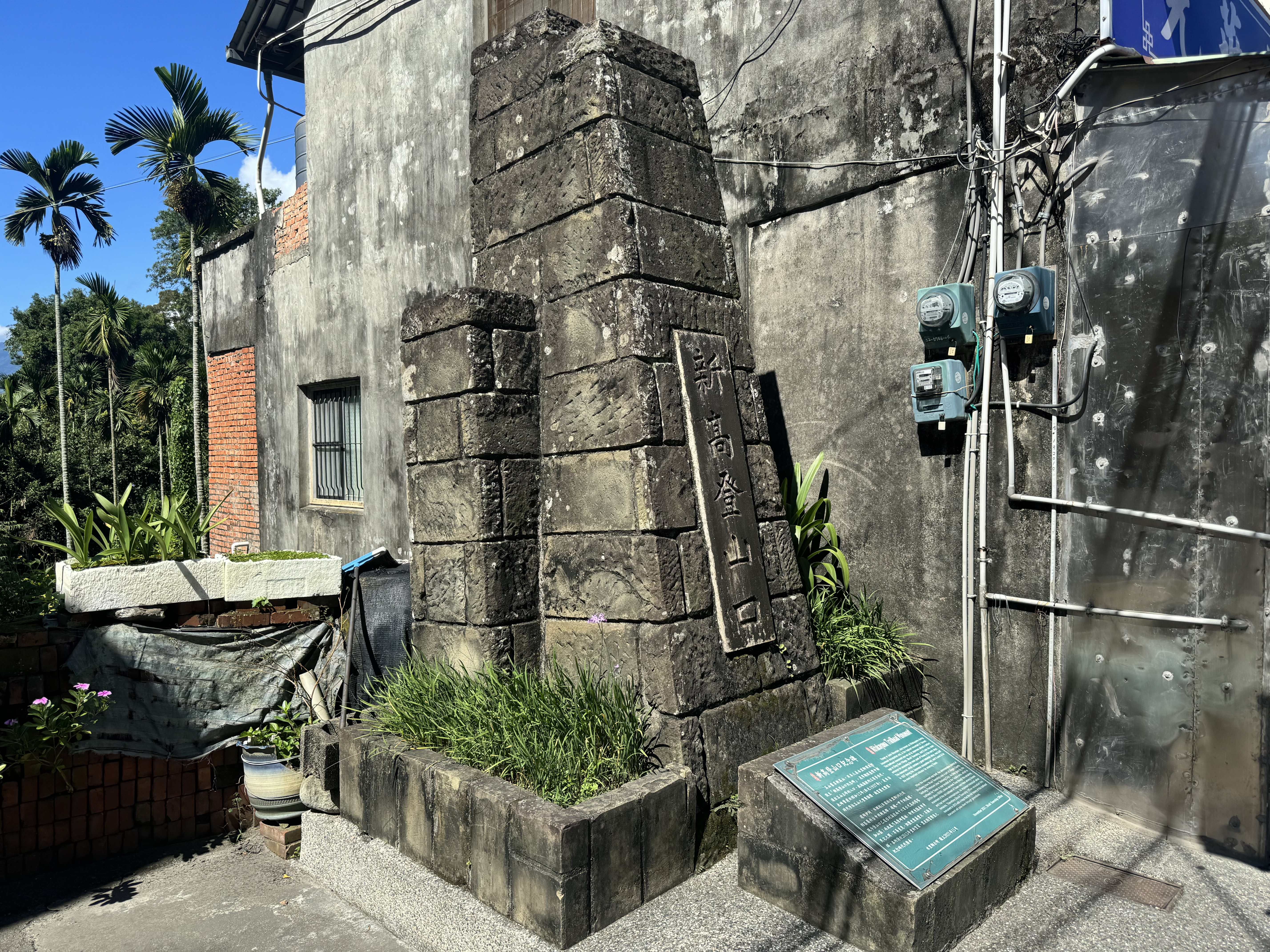
新高登山口紀念碑

- 1935年：臺灣國立公園協會成立、國立公園法施行
- 1936年：決定國立公園候選地[3]
- 1937年：台灣總督府國立公園委員會指定新高・阿里兩山脈一帶為國立公園
- 1941年：太平洋戰爭爆發，台灣總督府廢止「台灣國立公園委員會官制」[4]
- 1945年：日本戰敗，「新高阿里山國立公園」廢止
- 1982年：玉山一帶成立「玉山國家公園」
- 2001年：阿里山一帶成立「阿里山國家風景區」

## 交通
- 阿里山森林鐵路

## 關聯區域
昭和12年（1937年）當時
- 台中州（31,780公頃，17.1%）
  - 新高郡：蕃地（南投縣信義鄉）
- 台南州（30,470公頃，16.4%）
  - 斗六郡：古坑庄（雲林縣古坑鄉）
  - 嘉義郡：小梅庄（嘉義縣梅山鄉）、竹崎庄（嘉義縣竹崎鄉）、蕃地（嘉義縣阿里山鄉）
- 高雄州（57,360公頃，30.8%）
  - 旗山郡：蕃地（高雄市那瑪夏區、桃源區）
- 台東廳（30,430公頃，16.4%）
  - 關山郡：蕃地（臺東縣海端鄉）
- 花蓮港廳（35,940公頃，19.3%）
  - 玉里郡：蕃地（花蓮縣卓溪鄉）

## 外部連結
- 玉山國家公園 （页面存档备份，存于）
- 阿里山國家風景區 （页面存档备份，存于）
- 阿里山國家森林遊樂區 （页面存档备份，存于）